# スライド奏法
スライド奏法（スライドそうほう）はギターの演奏技法のひとつ。
押弦した指を滑らせることによって、始点と終点の音を途切れさせずに滑らかに音程を変えていくこと。
高速で繰り返すことによりビブラートの効果を得る（ジャックオフビブラート）などの応用技もある。
また、ボトルネック奏法（スライドギター）を指すこともある。